# Черно (Ленинградская область)
Черно — деревня в Черновском сельском поселении Сланцевском районе Ленинградской области.

## История
Деревня Черное упоминается на карте Санкт-Петербургской губернии 1792 года А. М. Вильбрехта.
Как деревня Черная, состоящая из 22 крестьянских дворов и при ней погост Черной, она обозначена на карте Санкт-Петербургской губернии Ф. Ф. Шуберта 1834 года.

ЧЕРНАЯ — деревня принадлежит князю Михайле Дондукову-Корсакову, число жителей по ревизии: 88 м. п., 89 ж. п.

При ней церковь двухпрестольная каменная во имя Святой Живоначальной Троицы и Николая Чудотворца (1838 год)

ЧЕРНА — деревня князя Дондукова-Корсакова, по просёлочной дороге, число дворов — 28, число душ — 96 м. п. (1856 год)

ЧЕРНОВА (ЧЕРНЫЙ) — погост при речке Черновке, число дворов 4, число жителей: 11 м. п., 16 ж. п.; Церковь православная.

ЧЕРНОВА (ЧЕРНАЯ) — деревня владельческая речке Черновке, число дворов — 36, число жителей: 98 м. п., 113 ж. п. (1862 год)

Сборник Центрального статистического комитета описывал её так:

ЧЕРНА (ЧЕРНАЯ) — деревня бывшая владельческая при речке Черновке, дворов — 43, жителей — 272; школа, лавка. (1885 год)

В XIX — начале XX века деревня административно относилась к Выскатской волости 1-го земского участка 1-го стана Гдовского уезда Санкт-Петербургской губернии.
Согласно Памятной книжке Санкт-Петербургской губернии 1905 года деревня называлась Черное и образовывала Черновское сельское общество.

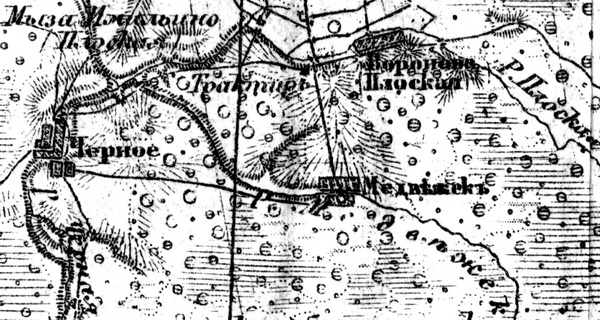
Деревня Черно на карте 1919 года

Согласно карте Петроградской и Эстляндской губерний 1919 года деревня называлась Черное.
С 1917 по 1922 год деревня входила в состав Кольцовской волости Гдовского уезда.
С 1922 года, в составе Черновского сельсовета Выскатской волости.
С августа 1927 года, в составе Рудненского района.
С 1928 года, в составе Кингисеппского района. В 1928 году население деревни составляло 247 человек.
По данным 1933 года деревня называлась Черное и являлась административным центром Черновского сельсовета Кингисеппского района, в который входили 13 населённых пунктов: деревни Большая Боровня, Вороново, Дубоем, Сухонос, Кривая Лука, Малая Боровня, Медвежек, Монастырки, Тихвинка, Черное, посёлок Красный Посёлок и хутор Вервино, общей численностью населения 2371 человек.
По данным 1936 года в состав Черновского сельсовета Кингисеппского района входили 11 населённых пунктов, 526 хозяйств и 10 колхозов, административным центром являлась деревня Черно.

Деревня Черно на карте 1937 года

Согласно топографической карте 1937 года деревня насчитывала 71 крестьянский двор в деревне находилась каменная церковь.
С января 1941 года в составе Сланцевского района.
Деревня была освобождена от немецко-фашистских оккупантов 2 февраля 1944 года.
С 1963 года в составе Кингисеппского района.
По состоянию на 1 августа 1965 года деревня Черно входила в состав Черновского сельсовета Кингисеппского района и являлась его административным центром. С ноября 1965 года, вновь в составе Сланцевского района. В 1965 году население деревни составляло 61 человек.
По данным 1973 и 1990 годов деревня Черно входила в состав Черновского сельсовета Сланцевского района, административным центром которого являлась деревня Монастырёк.
В 1997 году в деревне Черно Черновской волости проживали 11 человек, в 2002 году — 12 человек (все русские).
В 2007 году в деревне Черно Черновского СП проживали 14 человек, в 2010 году — 11 человек.

## География
Деревня расположена в северной части района к северу от автодороги 41К-005 (Псков — Краколье) в месте соединения автодороги 41К-789 (подъезд к деревне Черно) с автодорогой 41К-800 (Черно — Монастырёк — Черновское).
Расстояние до административного центра поселения — 5 км.
Расстояние до ближайшей железнодорожной станции Вервёнка — 5 км.
Через деревню протекает река Чёрная (Черновка).

## Население
| 1862 | 2007 | 2010 | 2017 |
| ---- | ---- | ---- | ---- |
| 238  | ↘14  | ↘11  | ↘9   |

## Известные уроженцы
- Яковлев, Герман Михайлович (1933—2017) — советский и российский учёный.